# Stor-hundra
Stor-hundra eller stor-hundrade är en modern beteckning på en germansk och fornnordisk antalsenhet för talet 120. De danska och franska räkneorden uppvisar än idag ett tydligt arv från ett äldre talsystem där tjoget (20) var mycket viktigt. Från samma tidsepok härrör sannolikt användningen av orden hundra och hundrade i betydelsen sex stycken tjog (120). Under medeltiden decimaliserades systemet och ordet hundra kom istället att betyda fem tjog, dvs 100. Förstavelsen stor är ett sentida tillägg för att åtskilja den äldre betydelsen av hundra från den nyare. I engelskan används long hundred. 
Rester av det äldre talsystemet finns i Sverige i ordet hund för ett landområde som skulle ställa upp med 120 sjömän till vikingatida skepp (se ordet hundare, som användes efter decimaliseringen för distrikt med 100 besättningsmän).

## Stycketalsräkning
Som enheter vid stycketalsräkning användes förr bland annat 1 storhundrade = 120 stycken och 1 stortusende = 1200 stycken.